# اچ‌ام‌اس اورموند (۱۷۱۱)

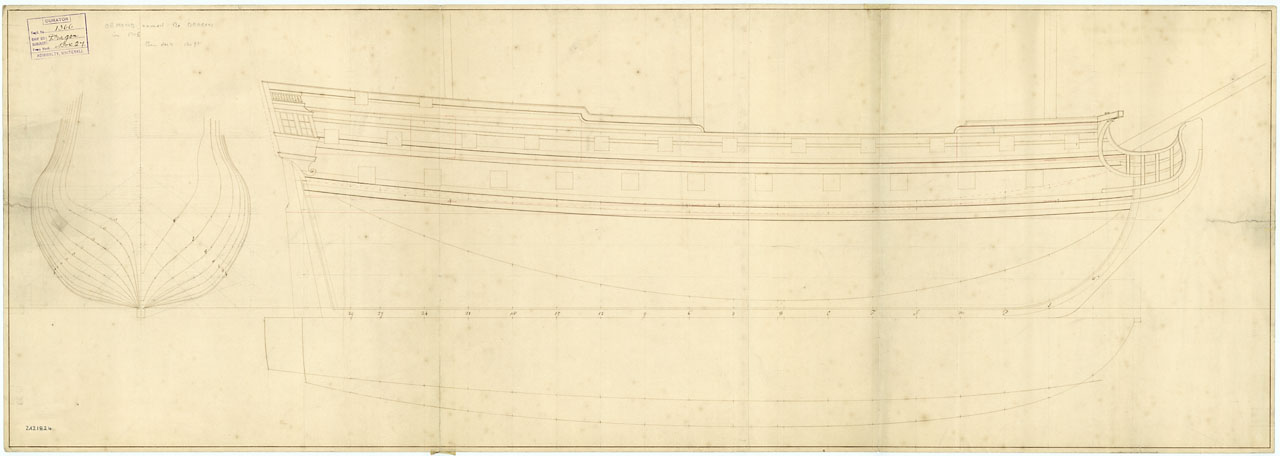
اچ‌ام‌اس اورموند

اچ‌ام‌اس اورموند (۱۷۱۱) (به انگلیسی: HMS Ormonde (1711)) یک کشتی بود که طول آن ۱۳۰ فوت (۳۹٫۶ متر) بود.